# На суші й на морі (альманах)
«На суші й на морі» (рос. На суше и на море) — художньо-географічний щорічний альманах, який виходив у радянському видавництві видавництвом «Мысль» з 1963 по 1992 роки. У період 1960—1963 років виходив у видавництві «Географгиз». Формат томів 60 х 901 / 16. Використовувався офсетний друк на офсетному папері. Гарнитура «Таймс». Обкладинки у різний час використовувались різного типу, більшість з кольоровими ілюстраціями.
В альманасі друкувались повісті, оповідання та нариси про життя народів як Радянського Союзу (корінних і нечисленних народностей Сибіру і Крайньої Півночі), так і зарубіжних країн, художні описи природи планети Земля, замальовки з життя тваринного світу, етнографічні записки про життя народів Азії, Африки, Північної і Південної Америки, Австралії та Океанії, розповіді з історії географічних досліджень, пригодницька література, наукова фантастика радянських і зарубіжних авторів, науково-популярні статті.
Періодично у збірках друкувались скорочені варіанти або окремі глави з вітчизняних і закордонних наукових та науково-популярних видань із зоології, географії, історії, археології, етнографії тощо. Альманах містив рубрику «Факти, здогади, випадки…», в якому повідомлялись цікаві факти, нові відкриття, наукові гіпотези і цікаві випадки.

## Редакція
До редколегії альманаху в різний час входили:
- Єфремов Іван Антонович (1908—1972) — радянський письменник-фантаст, енциклопедист, мандрівник, археолог, палеонтолог, засновник тафономії.
- Обручев Сергій Володимирович (1891—1965) — радянський геолог, член-кореспондент АН СРСР.
- Абрамов Сергій Олександрович (1944) — російський письменник-фантаст, журналіст, громадський діяч.
- Забєлін Ігор Михайлович (1927—1986) — російський письменник, фізікогеограф, історик географії.
- Казанцев Олександр Петрович (1909—2002) — радянський та російський письменник-фантаст, шаховий композитор та уфолог.

## Видання

### 1960-ті роки
- (рос.) На суше и на море: Повести. Рассказы. Очерки / Редкол. : М. Долинов (сост.) и др. — М. : Географгиз, 1960. — Т. 1. — 552 с. — (Путешествия. Приключения. Фантастика) — 90 тис. прим. — У першому виданні серії були надруковані твори радянських письменників, Васильєва, Гуревича, Забєліна, Казанцева, англомовних Лейнстера і Пайпера в перекладі Стависької[1]. Поданий огляд американської науково-фантастичної літератури[2].
- (рос.) На суше и на море: Повести. Рассказы. Очерки. Статьи / Редкол. : М. Долинов (сост.) и др. — М. : Географгиз, 1961. — Т. 2. — 544 с. — (Путешествия. Приключения. Фантастика) — 50 тис. прим. — У другому томі художньо-географічного збірника розповіді, повісті, нариси, статті про будівництво Каракумского каналу, глибини Тихого океану і бурхливу поверхню Атлантики, сувору природу Півночі, вологі тропічні ліси Бірми, уральську тайгу, бразильське приморське місто Ріо-де-Жанейро, сухий заволжський степ[3]. Опубліковані переклади творів письменників-фантастів Джека Венса, Теодора Старджона[4].
- (рос.) На суше и на море: Повести. Рассказы. Очерки. Статьи / Редкол. : Отв. секретарь, редактор Н. Пронин. — М. : Географгиз, 1962. — Т. 3. — 650 с. — (Путешествия. Приключения. Фантастика) — 99 тис. прим. — У третьому випуску альманаха розповідається про будні радянських моряків у Заполяр'ї, про пригоди в горах Прибайкалля, плаванні Єнісеєм, подорожі Алжиром, Цейлоном, Норвегією та іншими країнами, про цікаві та загадкові природні явища, які спостерігають у різних куточках планети. Викладені тогочасні наукові гіпотези про склад атмосфери Марса і про існування води на Місяці. До збірки включені оповідання зарубіжних авторів — «Людожери із Цаво» Джона Генрі Паттерсона, Геца Р. Ріхтера, Гордона Джайліса, уривок «Родбариди» з роману «Бузковий кристал» українського письменника-фантаста Олександра Меєрова[5][6].
- (рос.) На суше и на море: Повести. Рассказы. Очерки. Статьи / Редкол. : Г. Кубанский (сост.) и др. — М. : Географгиз, 1963. — Т. 4. — 622 с. — (Путешествия. Приключения. Фантастика) — 90 тис. прим. —У цьому випуску художньо-географічного збірника представлені повісті, оповідання, нариси і статті про природу і людей Радянського Союзу та зарубіжних країн, замальовки з життя тваринного світу, фантастичні розповіді радянських і зарубіжних письменників[7]. Фантастичний твір українського письменника-фантаста Олександра Меєрова «Час, назад!», твори Ярослава Голованова і Олександра Колпакова, переклади оповідань Роберта Шеклі та Генрі Д. Формена[8].
- (рос.) На суше и на море: Повести. Рассказы. Очерки. Статьи / Редкол. :. — М. : Мысль, 1964. — Т. 5. — 610 с. — (Путешествия. Приключения. Фантастика) —[9][10].
- (рос.) На суше и на море: Повести. Рассказы. Очерки. Статьи / Редкол. :. — М. : Мысль, 1965. — Т. 6. — 645 с. — (Путешествия. Приключения. Фантастика) —[11][12].
- (рос.) На суше и на море: Повести. Рассказы. Очерки. Статьи / Редкол. :. — М. : Мысль, 1966. — Т. 7. — 720 с. — (Путешествия. Приключения. Фантастика) —[13][14].
- (рос.) На суше и на море: Повести. Рассказы. Очерки. Статьи / Редкол. :. — М. : Мысль, 1967—1968. — Т. 8. — (Путешествия. Приключения. Фантастика) —[15][16].
- (рос.) На суше и на море: Повести. Рассказы. Очерки. Статьи / Редкол. :. — М. : Мысль, 1969. — Т. 9. — 639 с. — (Путешествия. Приключения. Фантастика) —[17][18].

### 1970-ті роки
- (рос.) На суше и на море: Повести. Рассказы. Очерки. Статьи / Редкол. :. — М. : Мысль, 1970. — Т. 10. — 621 с. — (Путешествия. Приключения. Фантастика) —[19][20].
- (рос.) На суше и на море: Повести. Рассказы. Очерки. Статьи / Редкол. :. — М. : Мысль, 1971. — Т. 11. — 671 с. — (Путешествия. Приключения. Фантастика) —[21][22].
- (рос.) На суше и на море: Повести. Рассказы. Очерки. Статьи / Редкол. :. — М. : Мысль, 1972. — Т. 12. — 560 с. — (Путешествия. Приключения. Фантастика) —[23][24].
- (рос.) На суше и на море: Повести. Рассказы. Очерки. Статьи / Редкол. :. — М. : Мысль, 1973. — Т. 13. — 621 с. — (Путешествия. Приключения. Фантастика) —[25][26].
- (рос.) На суше и на море: Повести. Рассказы. Очерки. Статьи / Редкол. :. — М. : Мысль, 1974. — Т. 14. — 415 с. — (Путешествия. Приключения. Фантастика) —[27][28].
- (рос.) На суше и на море: Повести. Рассказы. Очерки. Статьи / Редкол. :. — М. : Мысль, 1975. — Т. 15. — 444 с. — (Путешествия. Приключения. Фантастика) —[29][30].
- (рос.) На суше и на море: Повести. Рассказы. Очерки. Статьи / Редкол. :. — М. : Мысль, 1976. — Т. 16. — 447 с. — (Путешествия. Приключения. Фантастика) —[31][32].
- (рос.) На суше и на море: Повести. Рассказы. Очерки. Статьи / Редкол. :. — М. : Мысль, 1977. — Т. 17. — 431 с. — (Путешествия. Приключения. Фантастика) —[33][34].
- (рос.) На суше и на море: Повести. Рассказы. Очерки. Статьи / Редкол. :. — М. : Мысль, 1978. — Т. 18. — 447 с. — (Путешествия. Приключения. Фантастика) —[35][36].
- (рос.) На суше и на море: Повести. Рассказы. Очерки. Статьи / Редкол. :. — М. : Мысль, 1979. — Т. 19. — 447 с. — (Путешествия. Приключения. Фантастика) —[37][38].

### 1980-ті роки
- (рос.) На суше и на море: Повести. Рассказы. Очерки. Статьи / Редкол. : С. И. Ларин (сост.) и др. — М. : Мысль, 1980. — Т. 20. — 477 с. — (Путешествия. Приключения. Фантастика) — Двадцятий випуск щорічника відкривався маловідомим твором знаменитого радянського письменника К. Г. Паустовського «Теорія капітана Гернета». До збірки також увійшли повісті, оповідання, нариси про сьогодення і минуле, про природу і людей СРСР і зарубіжних країн, про подорожі і дослідженнях вчених авторів Тищенка, Мамкіна, Колпакова, Томашевського. Перекладені твори болгарського письменника Любека Лілова та італійського Ерманно Лібенци. У випуску на кольоровій вклейці фотонариси про природу і людей БАМу та тундри[39][40].
- (рос.) На суше и на море: Повести. Рассказы. Очерки. Статьи / Редкол. :. — М. : Мысль, 1981. — Т. 21. — 430 с. — (Путешествия. Приключения. Фантастика) —[41][42].
- (рос.) На суше и на море: Повести. Рассказы. Очерки. Статьи / Редкол. :. — М. : Мысль, 1982. — Т. 22. — 479 с. — (Путешествия. Приключения. Фантастика) —[43][44].
- (рос.) На суше и на море: Повести. Рассказы. Очерки. Статьи / Редкол. :. — М. : Мысль, 1983. — Т. 23. — 496 с. — (Путешествия. Приключения. Фантастика) —[45][46].
- (рос.) На суше и на море: Повести. Рассказы. Очерки. Статьи / Редкол. :. — М. : Мысль, 1984. — Т. 24. — 431 с. — (Путешествия. Приключения. Фантастика) —[47][48].
- (рос.) На суше и на море: Повести. Рассказы. Очерки. Статьи / Редкол. :. — М. : Мысль, 1985. — Т. 25. — 431 с. — (Путешествия. Приключения. Фантастика) —[49][50].
- (рос.) На суше и на море: Повести. Рассказы. Очерки. Статьи / Редкол. :. — М. : Мысль, 1986. — Т. 26. — 396 с. — (Путешествия. Приключения. Фантастика) —[51][52].
- (рос.) На суше и на море: Повести. Рассказы. Очерки. Статьи / Редкол. :. — М. : Мысль, 1987. — Т. 27. — 510 с. — (Путешествия. Приключения. Фантастика) —[53][54].
- (рос.) На суше и на море: Повести. Рассказы. Очерки. Статьи / Редкол. :. — М. : Мысль, 1988. — Т. 28. — 507 с. — (Путешествия. Приключения. Фантастика) —[55][56].
- (рос.) На суше и на море: Повести. Рассказы. Очерки. Статьи / Редкол. :. — М. : Мысль, 1989. — Т. 29. — 526 с. — (Путешествия. Приключения. Фантастика) —[57][58].

### 1990-ті роки
- (рос.) На суше и на море: Повести. Рассказы. Очерки. Статьи / Редкол. :. — М. : Мысль, 1990. — Т. 30. — 509 с. — (Путешествия. Приключения. Фантастика) —[59][60].
- (рос.) На суше и на море: Повести. Рассказы. Очерки. Статьи / Редкол. :. — М. : Мысль, 1991—1992. — Т. 31-32. — (Путешествия. Приключения. Фантастика) —[61][62].